# Peștera Eberstadt
Peștera Eberstadt se află în apropiere de Buchen care aparține de Eberstadt Baden-Württemberg, Germania.
Ea a fost descoperită în anul 1971 cu ocazia unor lucrări cu exploziv la cariera de calcar. Peștera are o lungime de 600 de m poate fi vizitată numai cu ghid, fiind în apropierea unor altor peșteri care fac parte din sistemul carstic al regiuni. Aceste peșteri sunt apreciate că ar avea o vârstă de ca. 2 milioane de ani. Peștera are goluri care variază între 1,5 și 6 m înălțime. Printre curiozitățile din peșteră se poate aminti stalagmita numită „Tortul de nuntă”. Peștera este deschisă și pentru persoane handicapate, deoarece nu există trepte de urcat în peșteră.